# Райнер Клімке
Райнер Клімке  (нім. Reiner Klimke, 14 січня 1936, Мюнстер — 17 серпня 1999, там само) — німецький вершник, шестиразовий олімпійський чемпіон.

## Виступи на Олімпіадах
| Олімпіада         | Дисципліна           | Місце  |
| ----------------- | -------------------- | ------ |
| Рим 1960          | триборство, особисті | 18     |
| Рим 1960          | триборство, командні | участь |
| Токіо 1964        | виїздка, особисті    | 6      |
| Токіо 1964        | виїздка, командні    | 1      |
| Мехіко 1968       | виїздка, особисті    | 3      |
| Мехіко 1968       | виїздка, командні    | 1      |
| Монреаль 1976     | виїздка, особисті    | 3      |
| Монреаль 1976     | виїздка, командні    | 1      |
| Лос-Анджелес 1984 | виїздка, особисті    | 1      |
| Лос-Анджелес 1984 | виїздка, командні    | 1      |
| Сеул 1988         | виїздка, особисті    | 20     |
| Сеул 1988         | виїздка, командні    | 1      |